# Malpigiaväxter
Malpigiaväxter (Malpighiaceae) är en familj av tvåhjärtbladiga växter. Malpigiaväxter ingår i malpigiaordningen. Enligt Catalogue of Life omfattar familjen Malpighiaceae 1413 arter. 
Familjens medlemmar förekommer i tropiska regioner över hela världen. De flesta arter hittas i Amerika.
Malpigiaväxter är ofta klätterväxter men de kan vara utformade som buskar eller träd.

## Bildgalleri

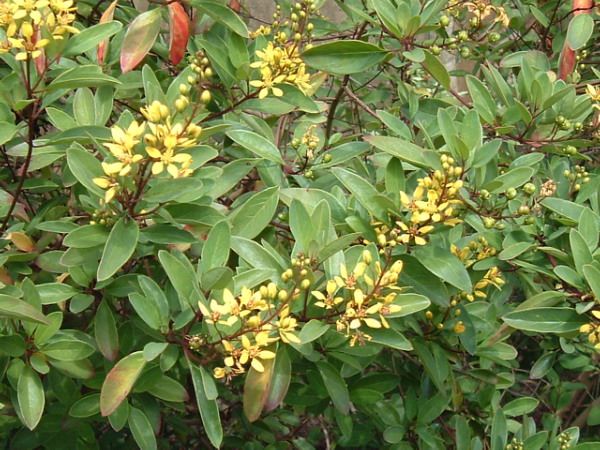
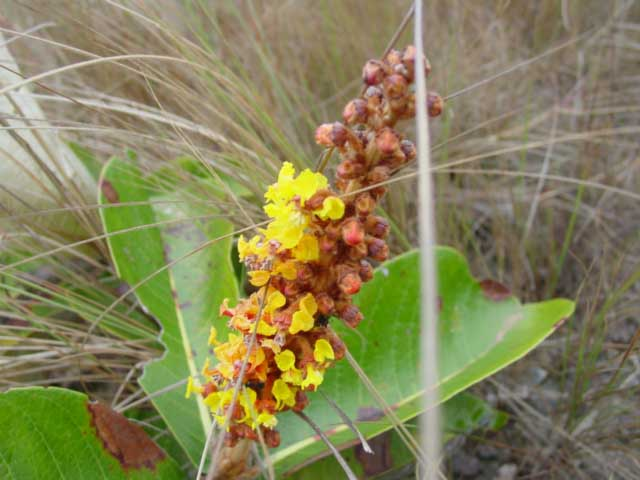
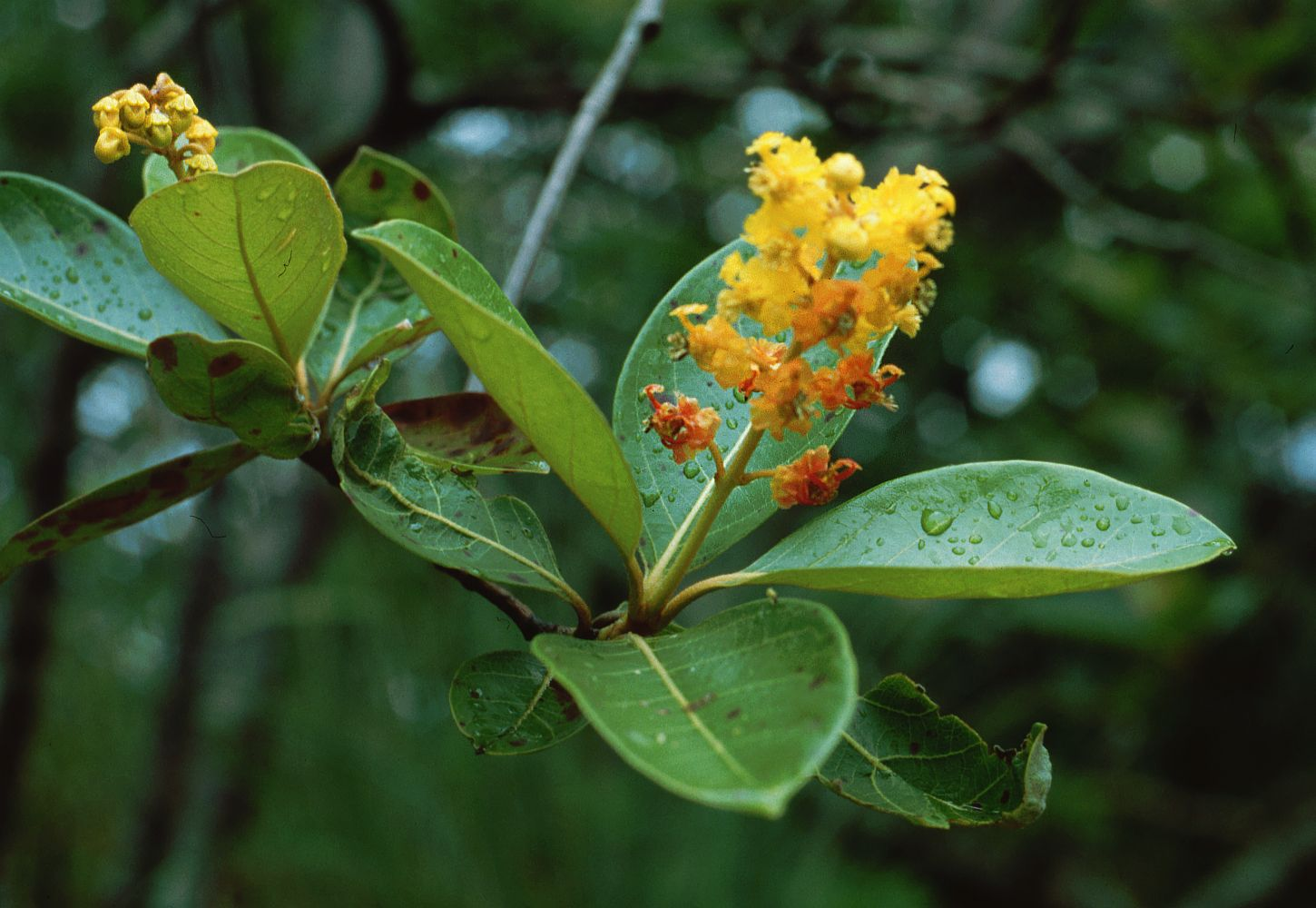
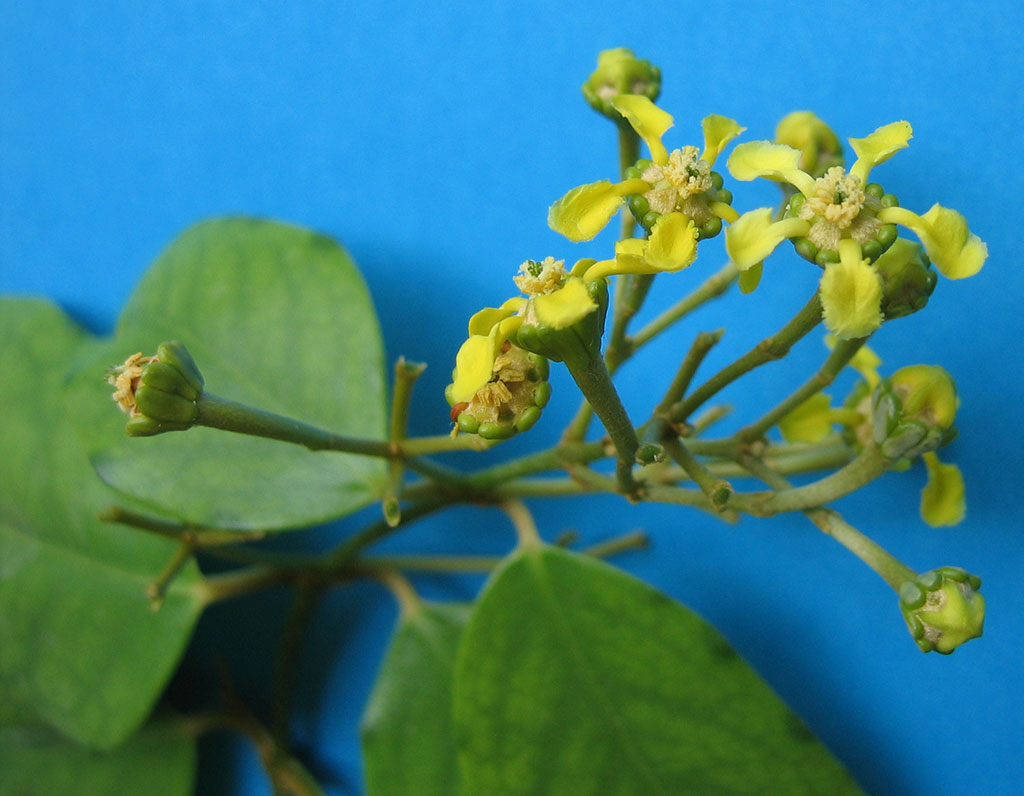
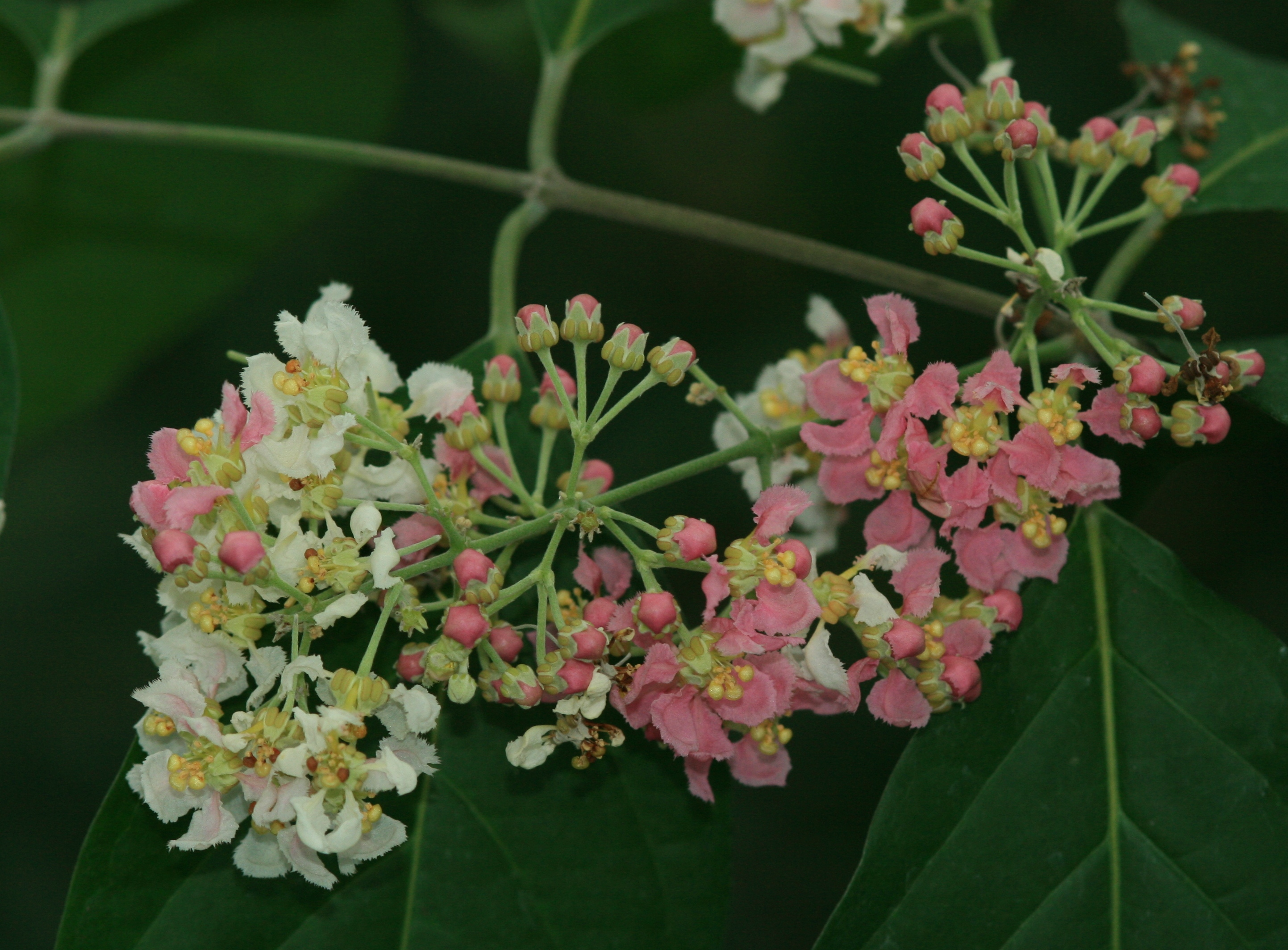
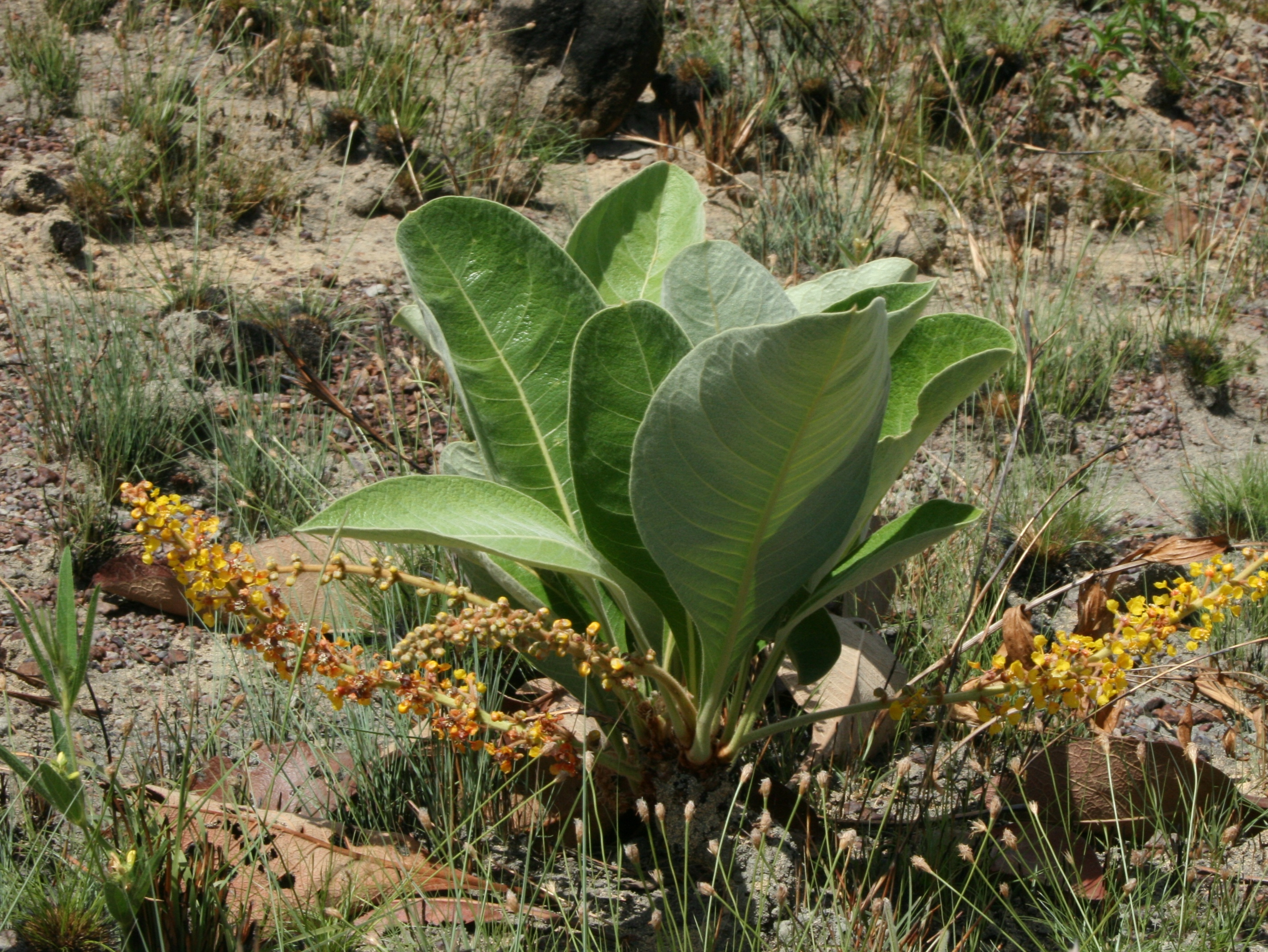

## Dottertaxa till malpigiaväxter, i alfabetisk ordning[2]
- Acmanthera
- Acridocarpus
- Adelphia
- Aenigmatanthera
- Alicia
- Amorimia
- Aspicarpa
- Aspidopterys
- Atopocarpus
- Banisterioides
- Banisteriopsis
- Barnebya
- Blepharandra
- Brachylophon
- Bronwenia
- Bunchosia
- Burdachia
- Byrsonima
- Calcicola
- Callaeum
- Calyptostylis
- Camarea
- Carolus
- Caucanthus
- Christianella
- Coleostachys
- Cordobia
- Cottsia
- Diacidia
- Dicella
- Digoniopterys
- Dinemagonum
- Dinemandra
- Diplopterys
- Echinopterys
- Ectopopterys
- Excentradenia
- Flabellaria
- Flabellariopsis
- Galphimia
- Gaudichaudia
- Glandonia
- Heladena
- Henleophytum
- Heteropterys
- Hiptage
- Hiraea
- Janusia
- Jubelina
- Lasiocarpus
- Lophanthera
- Lophopterys
- Madagasikaria
- Malpighia
- Malpighiodes
- Mascagnia
- Mcvaughia
- Mezia
- Microsteira
- Mionandra
- Niedenzuella
- Peixotoa
- Peregrina
- Philgamia
- Psychopterys
- Pterandra
- Ptilochaeta
- Rhynchophora
- Spachea
- Sphedamnocarpus
- Stigmaphyllon
- Tetrapterys
- Thryallis
- Triaspis
- Tricomaria
- Triopterys
- Tristellateia
- Verrucularina